# Pirry
Guillermo Arturo Prieto La Rotta (Tunja, 3 de maio de 1970), mais conhecido como Pirry, é um jornalista, repórter e apresentador de TV colombiano. É conhecido na Colômbia por seu programa Especiales Pirry, o qual conduz e dirige, seu programa é conhecido por suas entrevistas a personagens tanto famosos quanto polêmicos e por suas reportagens ao redor do mundo, normalmente gravadas em situações de alto risco.

## Biografia
Pirry terminou seu bacharelado em jornalismo no colégio Normal Nacional de Varones e iniciou seus estudos em zootecnia na Universidad de La Salle, se formando em 1996. Em 1998, começou a fazer algumas oficina de teatro, como Guión y Libreto na Casa Nacional del Teatro y creación del personaje.</ref> e por suas reportagens ao redor do mundo, normalmente gravadas em situações de alto risco.
Sua carreira nos meios de comunicação se iniciou em 1998 como diretor de edição da revista Mundo sin Límites e, paralelamente, começou a escrever e fotografar para a revista Shock. Além de estar atuando para comerciais de TV.
Em 2000, iniciou sua carreira como apresentador no canal RCN Televisión, apresentando La Copa Extrema Sprite e começou a trabalhar também como roteirista do programa Francotiradores na mesma emissora.
Em 2001 representou o papel de César en Francisco el Matemático, uma das séries mais vistas da televisão colombiana e iniciou o trabalho como âncora na Noticias RCN, de onde nasce El Mundo Según Pirry, programa cujos roteiros, direção e apresentação estavam a seu cargo.
Dentro de suas reportagens se destacam la entrevista con o estuprador e assassino em série Luis Alfredo Garavito, e a reportagem "Fantasmas de la Ciudad de Piedra", uma impactante reportagem sobre a situação social e política da cidade de Cartagena das Índias.

### Prêmios e indicações
| Prêmio                            | Categoria                         | Indicação                        | Resultado |
| --------------------------------- | --------------------------------- | -------------------------------- | --------- |
| Prêmio TVyNovelas (Colômbia) 2014 | Apresentador de Notícias Favorito | Ele mesmo por "Especiales Pirry" | Venceu    |